# Grippia
Grippia longirostris
Genre
Espèce
Grippia (« lézard ancré ») est un genre d'ichthyosaures, un groupe éteint de reptiles aquatiques ressemblant à des dauphins, qui a vécu au Trias inférieur. Les fossiles ont été trouvés au Groenland, en Chine, au Japon et au Canada. Il était de petite taille, ne mesurant pas plus de 1,50 mètre de longueur. La seule espèce connue est Grippia longirostris.

## Découverte
Grippia a été découvert par Carl Wiman en 1929 et nommé en 1930 par celui-ci. À cette époque, aucun ichthyosaure du Trias inférieur n'avait été découvert. Il a donc été considéré comme l'ichthyosaure le plus ancien jusqu'à la découverte de taxons encore plus vieux, datant du début du Trias inférieur, tels Thaisaurus ou Chaohusaurus.

## Classification
Grippia, trop primitif pour être inséré dans une des familles existantes, a été classé dans sa propre famille, qui a été nommée Grippiidae. Il est le seul genre connu à en faire partie. Cependant, il se pourrait que Chaohusaurus fasse aussi partie des Grippiidae, car il possède des caractéristiques communes avec Grippia, comme son absence d'aileron dorsal, et il est tout aussi primitif que lui.
Le genre Gulosaurus (en) pourrait être réaffecté à la famille des Grippiidae car, tout comme Chaohusaurus, il a des affinités communes avec Grippia. Cependant ses restes sont trop fragmentaires pour en être bien sûr. Grippia a donc donné son nom à un clade nommé Grippidia, qui regroupe les Grippiidae et leurs proches.

## Fossiles
Les meilleurs spécimens de l'animal ont été détruits durant la Seconde Guerre mondiale. Nous n'avons aujourd'hui que des restes semi-fragmentaires plus difficiles à étudier. En raison de cela, son alimentation reste incertaine. Les premières idées voulaient que Grippia soit un prédateur de proies blindés telles que les crustacés, mais une étude menée peu après a démontré que ses dents n'étaient pas adaptées à ce type de nourriture.
Le fossile du Spitzberg aussi connu sous le nom de code SVT 203 a été d'abord attribué à G. longirostris, mais une étude a révélé que ses restes appartenaient à un diapside non-ichthyoptérygien nommé Helveticosaurus.

## Anatomie
L'anatomie présente déjà les adaptations typiques que l'on retrouve chez les mammifères marins, à l'exception des palettes natatoires pentadactyles (5 phalanges qui n'ont pas encore la morphologie en pièce de monnaie que l'on trouvera chez les formes un peu plus récentes) et de la propulsion qui se fait à l'aide d'une queue en forme de fouet, dépourvue de nageoire caudale, ce qui ne permet qu'une nage par ondulation.